# 中间人物论
中间人物论是1960年代中期中华人民共和国遭到批判的一个文学创作理论。该理论被归咎于邵荃麟。

## 背景
邵荃麟是长期担任中共中国作家协会党组领导的文艺评论家。1949年中国作家协会的前身中华全国文学工作者协会在北平成立，后来邵荃麟担任该会中共党组书记。1953年9月，邵荃麟当选中华全国文学工作者协会第二届副主席。同年10月，该会更名为中国作家协会，周扬任中共中国作家协会党组书记，邵荃麟任副书记。1956年，邵荃麟升任中共中国作家协会党组书记。
“两头小中间大”、“中间人物”是毛泽东等中国共产党领导人常常使用的提法。1942年5月2日毛泽东《在延安文艺座谈会上的讲话》中提到，
……人民也有缺点的。无产阶级中还有许多人保留着小资产阶级的思想，农民和城市小资产阶级都有落后的思想，这些就是他们在斗争中的负担。我们应该长期地耐心地教育他们，帮助他们摆脱背上的包袱，同自己的缺点错误作斗争，使他们能够大踏步地前进。他们在斗争中已经改造或正在改造自己，我们的文艺应该描写他们的这个改造过程。只要不是坚持错误的人，我们就不应该只看到片面就去错误地讥笑他们，甚至敌视他们。我们所写的东西，应该是使他们团结，使他们进步，使他们同心同德，向前奋斗，去掉落后的东西，发扬革命的东西，而决不是相反。
……
革命的文艺，应当根据实际生活创造出各种各样的人物来，帮助群众推动历史的前进。
在1960年冬中共中央提出了“调整、巩固、充实、提高”的八字方针后，为了落实这一方针，使文艺界存在多年的“左”的偏向得到纠正，1961年6月，中宣部、文化部在北京新侨饭店举行了全国文艺工作者座谈会和全国电影故事片创作会议（简称“新侨会议”），1962年3月，文化部和中国剧作家协会在广州召开全国话剧、歌剧、儿童剧创作座谈会（简称“广州会议”）。在这两次由周扬、夏衍主持召开的会议上，周恩来、陈毅作系列报告，重新确定了中国共产党对文艺的方针，比如为人民服务、正确对待知识分子、给与创作民主及自由。为了积极响应，此后周扬亲自参加撰写了《人民日报》1962年5月23日社论《为最广大的人民群众服务——纪念毛泽东同志〈在延安文艺座谈会上的讲话〉发表二十周年》，张光年主持编写了《文艺报》专论《题材问题》。

## 产生
1962年8月2日至8月16日，中国作家协会在大连召开了“农村题材短篇小说创作座谈会”（简称“大连会议”），邵荃麟主持会议。茅盾、周扬等人均在会上讲了话。在会上，邵荃麟发表了三次谈话，谈话字数不足一万字，谈话内容相当松散，没有集中的观点。在谈话中，邵荃麟仅两次涉及到了“中间人物”。一次是说，“强调写先进人物、英雄人物是应该的。英雄人物是反映我们时代精神的。但整个说来，反映中间状态的人物比较少。两头小，中间大；好的、坏的都比较少，广大的各阶层是中间的，描写他们是很重要的。矛盾焦点往往集中在这些人身上。”另一次为附和茅盾的说法，称：“茅公提出‘两头小，中间大’，英雄人物与落后人物是两头，中间状态的人物是大多数，文艺主要教育的对象是中间人物，写英雄是树立典范，但也应注意写中间状态的人物。”
实际上，邵荃麟在三次讲话中并没有系统提出过任何文艺理论，仅两次提到了“中间状态的人物”。所谓“中间人物论”是后来《文艺报》在批判中创造出来的。

## 批判
大连会议结束，与会的中宣部文艺处干部黎之回到北京后，于1962年8月21日向中宣部文艺处就此次会议情况进行了汇报，汇报中未提及“中间人物”问题。8月23日，中宣部分管文艺的副部长林默涵问黎之，据说此次会议上提出了写“中间人物”的问题。黎之答复称，邵荃麟在发言中曾经谈到，但会上未讨论。林默涵称，听周立波讲，大连会议开得很好，提出了写“中间人物”问题，林默涵又称该问题值得研究。9月5日，林默涵让黎之就此次会议情况写出材料，其中要写出有关“中间人物”现实主义问题，并让黎之将茅盾、周扬、邵荃麟在大连会议上的讲话拿来。后来林默涵阅读该材料后批转给周扬，周扬在自己的名字上画圈，将材料退给黎之。9月22日，林默涵召开了在北京的文艺报刊和各大报副刊负责人会议，会上林默涵讲了毛泽东提出的抓阶级斗争的精神，并布置了检查工作，会上林默涵将“中间人物”作为问题点出。
《文艺报》1962年第9期上发表了沐阳根据大连会议的精神撰写的随笔《从邵顺宝、梁三老汉所想到的……》。在林默涵点出“中间人物”问题后，该文章也成了问题。一日，林默涵在同张光年谈话时提到该文章，林默涵认为《文艺报》应再发表一篇文章以表明态度，张光年指着黎之说：“让黎之也写篇随笔，与作者商榷。”
1963年底，毛泽东发表关于文艺的批示。其后中宣部领导中国文学艺术界联合会及其下属各协会开展整风时，有人揭发邵荃麟提出过“资产阶级的文学主张”、“写中间人物”论。中宣部就中国文学艺术界联合会及其下属各协会在整风中揭发出的问题向中共中央提交了一份报告。
1964年7月，毛泽东再次发表关于文艺的批示。批示下达以后，中宣部开始进行文艺整风，负责评论组的林默涵指示黎之编印材料，材料内容共五项：“1、对文化部意见。2、30年代问题。3、田汉思想、作品。4、中间人物。5、文联的问题。”这说明林默涵已经将自己发现的“中间人物”问题视为重点问题，也是惟一一个理论问题。
在这种背景下，张光年领导的《文艺报》编辑部积极对邵荃麟进行批判。1964年10月，署名“《文艺报》编辑部”的《“写中间人物”是资产阶级的文学主张》一文刊登在《文艺报》1964年第8、9期合刊上。同期刊登的还有《关于“写中间人物”的材料》。两篇文章于1964年10月31日转载于《人民日报》。

## 影响
1965年8月，刘白羽出任中共中国作家协会党组书记，取代了邵荃麟。文化大革命开始后，邵荃麟遭到残酷迫害，仅仅自1967年12月25日到1968年1月25日的一个月内，邵荃麟便遭到了31次法西斯式的审讯。比如1968年初春，涂光群曾见到他被专案组从中国文学艺术界联合会大楼地下室（当时刘芝明也被关押在地下室）里提出带到四楼审讯。1969年邵荃麟交北京卫戍区监管，后被关入秦城监狱，于1971年6月10日病死在秦城监狱中。
对批判“中间人物”论负有主要责任的中宣部副部长周扬、中宣部副部长兼文化部副部长林默涵在随后发生的文化大革命中也都被打倒并遭到残酷迫害。周扬被关入秦城监狱。
1966年出台的《林彪同志委托江青同志召开的部队文艺工作座谈会纪要》再次点到了“中间人物”论，并进行批判。“中间人物论”成为遭到批判的黑八论之一。